# 구 탑골공원 정문

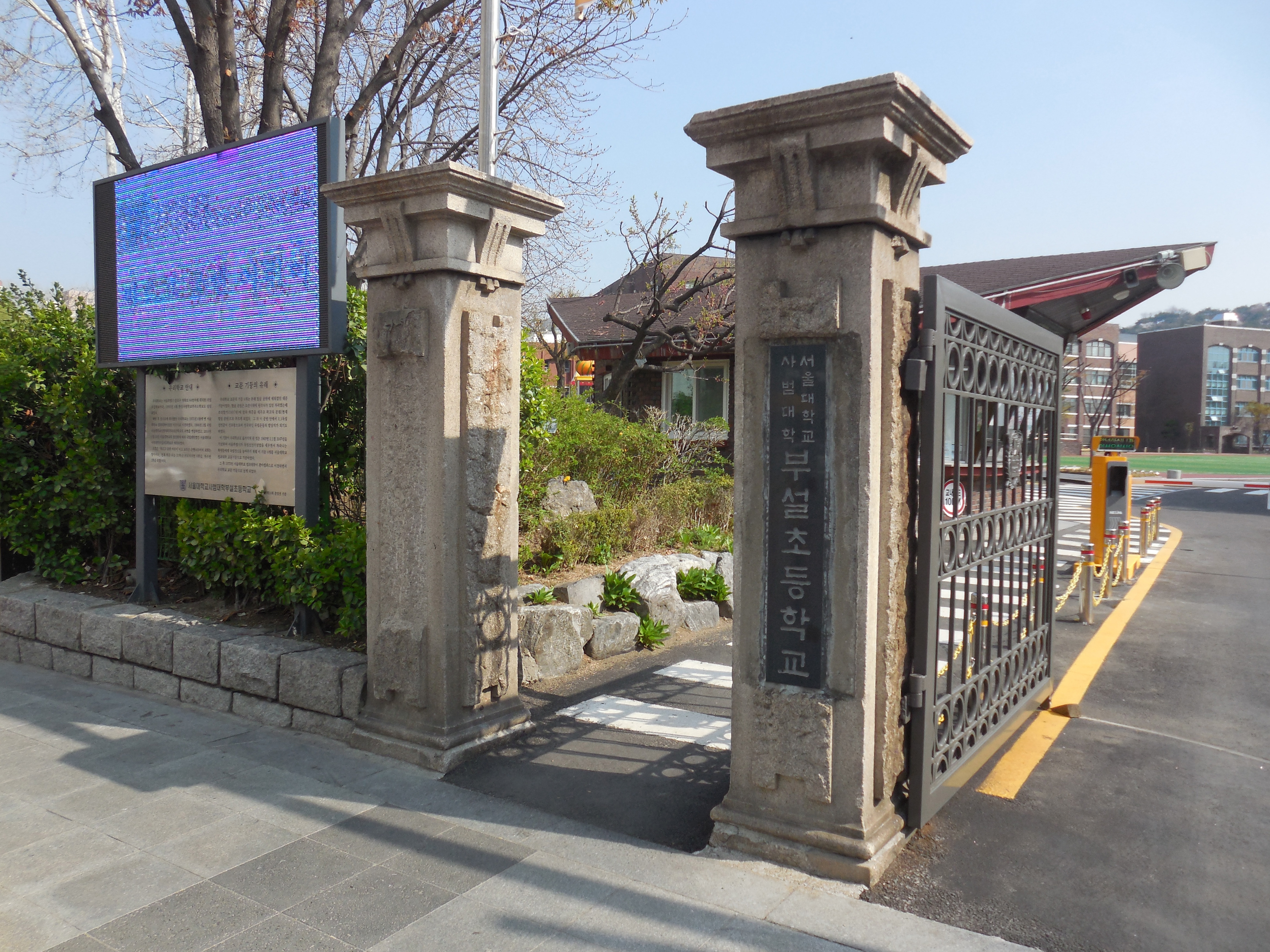
좌측의 기둥 2기

구 탑골공원 정문은 서울특별시 종로구 연건동에 있는 서울대학교 사범대학 부설초등학교의 정문 기둥 4기이다. 2017년 2월 9일 서울특별시의 문화재자료 제68호로 지정되었다.

## 지정 사유
탑골공원은 고려시대 흥복사, 조선시대 원각사가 있던 자리였으며, 대한제국 시대에 문을 세우고 서울 최초의 도시공원인 파고다 공원으로 정비하게 되었음. 〈구 탑골공원 정문〉은 1910~1913년에 건립된 것으로 추정되며, 1967년 공원 정비 당시 서울대학교 법대 정문으로 이전(1969 실시)되어 현재 서울대학교 사범대학 부설초등학교의 정문으로 이용되고 있다. 해당 유적은 3.1 독립운동, 4.19 혁명 시 역사적 현장을 지켰던 유산으로 보존해야 할 가치가 충분하다.

## 조사 보고서

### 문화재 현황
- 소재지: 종로구 연건동 177-1, 180-3
- 규 모: 정사각기둥 4주
- 소유자: 서울대학교

### 탑골공원 및 정문 조성시기
- 왕실소유의 도시공원 조성(1897~1904)
  - 광무 초년에 해관 총세무사 브라운에 의해 공원 조성이 건의되었으며 부지 확보를 위해 민가 철거를 실시함
  - 1901년 9월 발간된 『더 코리아 리뷰』에 따르면 탑골공원 조성공사가 진행 중이며, 담장과 북문, 남문이 먼저 조성된 것을 알 수 있음
  - 팔각정은 광무 6년(1902년) 9월 초순 착공하여 1903년 말에 완공된 것으로 추정됨
  - 이후 원각사지 10층 석탑 둘레에 돌난간이 설치되고, 대원각사비 주변으로 방형의 석지를 조성하고 정비함
  - 1903년 군악대가 탑골공원 남서쪽 신축한 양옥으로 이전해오면서 탑골공원 내 동북쪽 담장에 1904년 호자식 목재 음악당을 건축하여 연주공간을 마련

- 조선총독부로의 공원 이관 및 일반 개방에 따른 정문 건립 등 시설 보완 (1910～1913)
  - 1910년 관리권이 총독부로 이관, 1913년 7~8월에 걸쳐 일반에게 매일 야간까지 개방
  - 서편의 이왕직양악대와 동편의 북부경찰서(1910년 이전 중부경찰서) 청사 건설 등으로 경계부가 변형되면서 입구부가 넓어진 비대칭 형태를 띠게 됨
  - 이 때 일반개방에 따른 화려한 정문(폭 23m의 반원형) 설치, 이용자 편익 및 휴게시설(사아옥, 온실, 공중변소, 벤치 등) 보완
- 상업시설 도입된 도시공원화 (1914~1916)
  - 끽다점(청목당) 및 섬과 다리를 축조한 인공 연못 조성, 사아옥, 공중변소, 관리사무소 추가 설치, 담장 측에만 있던 산책로가 내부 화단 사이에도 조성
  - 1916년 호자식음악당 철거, 용산주차군사령부에서 가제보형 음악당 이축

### 3.1 독립운동 이후 탑골공원과 탑골공원 정문의 변천
- 1919년 3.1 독립운동의 핵심적 공간이 된 이후 조선총독부에서 공원 폐쇄
- 1928년 조선총독부에서 경성부청으로 이관 및 재개방(1928.5.31. 동아일보)하여 33년에는 아동공원으로 새 단장 계획(1933.1.22. 동아일보)
- 광복 전후에도 각종 정치 행사 및 집회 개최 장소 및 도시공원으로 이용되면서 3.1 독립운동 기념 시설 및 이승만·손병희 동상 설치 등은 있었으나, 공원 구조상의 변화는 크게 없었던 것으로 추정됨
- 1967년 민자사업으로 추진된 파고다공원 현대화 시 정문을 현재의 한식 정문으로 교체(1967.12.12. 동아일보, 매일경제 등)
- 공원 내 단청과 담장 개축, 독립만세운동 기념 부각 동상 10경 진열, 아케이드 상점 설치 등을 총 공사비 1억 7천여만원으로 시행하고 1967.12.12 중수 준공식을 거행
- 정문은 기존 정문을 대신하여 국보 제51호 강릉소재 〈객사문〉을 본딴 한식으로 새로 세웠으며, 박정희 전 대통령의 친필 글씨가 새겨진 〈삼일문〉이라는 현판을 부착
- 1969년 3.1절 기념 50주년을 기념하여 서울시에서 탑골공원 원 정문을 서울대학교 법과대학 정문으로 기증

## 현지 안내문
우리학교 교문의 기둥 4개는 본래 탑골 공원에 세워졌던 대문 기둥이었다. 탑골 공원은 조선시대에 원각사가 있던 자리였는데 조선말기(1897년)에 탑과 대문을 세우고 파고다 공원(현재 탑골 공원)으로 부르게 되었다. 그 뒤 이 공원 안에서 3.1독립선언문이 선포됨으로써 전국적인 독립운동의 발상지가 되기도 하였다.
이 기둥이 우리학교로 옮겨지게 된 것은 1969년 3.1절 50주년을 기념하여 서울특별시가 독립선언기념탑을 세우면서 자라나는 학생들에게 독립정신을 높여주기 위해 이 기둥 4개를 서울대학교 법과대학 교문기둥으로 기증하였다.
그 후 1975년 서울대학교 법과대학이 관악캠퍼스로 이전하면서 우리학교 교문 기둥으로 남게 되었다.

## 같이 보기
- 서울대학교 사범대학 부설초등학교
- 탑골공원

## 참고 자료
- 구 탑골공원 정문 - 국가유산청 국가유산포털